# アクリル酸2-ヒドロキシエチル
アクリル酸2-ヒドロキシエチルは、化学式C5H8O3で表されるアクリル酸エステルの一種である。HEAあるいはBHEAと略記される。

## 用途
熱硬化性塗料、接着剤、繊維処理剤、コポリマーの改質、潤滑油添加剤のほか、共重合による樹脂改質剤、紫外線硬化樹脂用反応性希釈剤としても使用される。市販品には、重合禁止剤としてメキノールなどが添加される。2004年の統計では日本国内の需要量58700トン、輸出量は7060トンであった。

## 安全性
日本の消防法では危険物第4類第3石油類（水溶性）に該当する。日本の毒物及び劇物取締法では毒物となっている。急性毒性は、ラットに経口投与した場合の半数致死量（LD50）が548mg/kg、ラットのミスト吸入で1.87～18.52 mg/L/4Hであり、GHS区分4あるいは区分外であった。ウサギへの経皮投与ではLC50が154mg/kgの数値があり、GHS区分2（毒劇法上の毒物と同等）に該当する。眼に対しても強い刺激性を示し、結膜炎や角膜の混濁、壊死を生じた。これはGHS区分1（毒劇法上の劇物と同等）に相当する。本物質の代謝経路は、他のアクリル酸エステルと同様に、カルボキシルエステラーゼによってアクリル酸とエチレングリコールに加水分解され、最終的に二酸化炭素として呼気より排出される経路、グルタチオンと抱合してメルカプツール酸として尿中に排泄される経路の2通りにより代謝されるものと考えられる。2.5mg/kgを経口または腹腔内投与した場合、呼気に35%、尿に45%が排泄された。50mg/kgの場合はそれぞれ42%、35%となり、尿からの排泄が減少した。これは、代謝がやや飽和していたことを示唆する。水生生物に対しては強い毒性を持つが、生分解性は良好で生物蓄積性は低いと考えられている。